# Club Deportivo Garcilaso
El Club Deportivo Garcilaso es un club del fútbol peruano en la ciudad del Cusco. Fue fundado en 1957 y participa en la Liga 1. Es uno de los clubes más emblemáticos del departamento del Cusco junto a su par el club Cienciano, su eterno rival, con quien disputa el Clásico Cusqueño.

## Historia

### 1957: Fundación
Fue fundado en el año 1957 bajo el nombre de Club Deportivo Lucre por los hermanos Garmendia quienes a su vez vendieron el club a monseñor Publio B. Prada Torres quien era padre en la iglesia de San Blas quien impulsó la práctica del fútbol entre los alumnos de la Gran Unidad Escolar Inca Garcilaso de la Vega. Desde su aparición ha mantenido una fuerte rivalidad con el club Cienciano, formado por alumnos del Colegio Nacional de Ciencias. Esta rivalidad entre ambas instituciones educativas trascendió al fútbol dando origen al Clásico Cusqueño. 
En 1970 fue invitado por la Asociación Peruana de Fútbol a participar en la Copa Presidente de la República. Tras superar la fase de grupos fue eliminado por Porvenir Miraflores.

### 1967-2022: Campañas en la Copa Perú
El club ha participado en varias oportunidades en las etapas finales de la Copa Perú siendo una de sus mejores campañas en la Copa Perú 1979 donde llegó al Hexagonal Final. Fue campeón departamental tras vencer en la final a Manco II de Quillabamba y clasificó a la Etapa Regional donde eliminó a América Star de Juliaca y Juventud La Joya de Puerto Maldonado. En la Etapa Nacional dejó fuera en su grupo a Pesca Perú de Mollendo y clasificó junto a Deportivo Centenario de Ayacucho a la finalísima. En esa fase terminó en tercer lugar empatado con el Defensor Lima, detrás del ADT de Tarma y Comercial Aguas Verdes de Zarumilla.

#### 2007: Etapa Nacional
Este año se celebraron las bodas de oro del Deportivo Garcilaso (50 años de vida institucional). En medio de mucha expectativa el club logró clasificar a la etapa nacional. En esta etapa fue eliminado por Unión Minas de Orcopampa.

#### 2008-2009: Etapa Regional
Garcilaso, líder de su grupo, necesitaba un empate en el último partido para clasificar a la etapa nacional 2008, pero fue derrotado en la última fecha por un equipo puneño y fue eliminado.
En 2009, el club llegó con oportunidades hasta la última fecha, sin embargo perdió un partido decisivo contra Franciscano San Román en condición de local y quedó eliminado.

#### 2010-2013: Etapa Departamental
En las semifinales de la etapa departamental de Cusco 2010, Garcilaso fue eliminado por el club Humberto Luna.
Al año siguiente, tras un inicio pomposo y con ideas rimbombantes, el presidente Mario Yépez renunció a su cargo dejando al club en bancarrota. La campaña de ese año terminó en la etapa departamental.
Para 2012, la directiva del club se cambió, sin embargo los resultados no mejoraron y el club fue nuevamente eliminado en la etapa departamental.
Durante 2013, Evert Salas asumió la presidencia del club, empeñado en trabajar en un nuevo proyecto que permita conseguir logros significativos, sin embargo se ve obligado a renunciar debido a la falta de solvencia económica del equipo. Ese año el club tocó fondo.

#### 2015-2021: Etapa Nacional
Deportivo Garcilaso alcanzó la etapa nacional de la Copa Perú 2015 tras eliminar en la semifinal departamental a Atlético Juventud Inclán de Calca luego de empatar 1-1 de visita y lograr un triunfo por 2-1 como local. En la primera ronda de la etapa nacional logró un triunfo ante Sport Municipal de San Jerónimo y terminó, eliminado, en el puesto 41 de la tabla general.
En 2016, el club alcanzó una vez más la etapa nacional de la Copa Perú 2016. Esta vez logró clasificarse para los octavos de final luego de quedar en el cuarto lugar de la tabla general. En octavos de final enfrentó a Credicoop San Román de Juliaca, llave que ganó con un global de tres a uno. En los cuartos de final fue eliminado por Racing Club de Huamachuco por un global de cinco a cero.
En el 2017, el club alcanzó una vez más la etapa nacional de la Copa Perú 2017. Esta vez no logró clasificarse al top 24 debido a una reclamación en contra del equipo Huayrapata que movió al Unión San Martín dentro del top 24 y al Deportivo Garcilaso fuera de este quedando en puesto 25 y eliminado.
Esta vez logró clasificarse para los octavos de final de la Copa Perú 2018 luego de quedar en el puesto 13 de la tabla general y ganando el respectivo repechaje. En octavos de final enfrentó a Credicoop San Cristóbal de Moquegua, llave que empató con un global de tres a tres, pero al tener una mejor posición en la tabla única el Credicoop San Cristóbal (cuarto) se clasificó a la siguiente etapa eliminando al Deportivo Garcilaso.
En 2019, logró llegar hasta los cuartos de final de la Copa Perú 2019 tras ser eliminado en esta fase por el Deportivo Llacuabamba con un global de uno a tres.
En la Copa Perú 2021 inició su participación en la Fase 3 donde igualó 0-0 con Maristas Huacho en Ayacucho y quedó eliminado tras caer en la definición por penales.

#### 2022: Campeón de Copa Perú

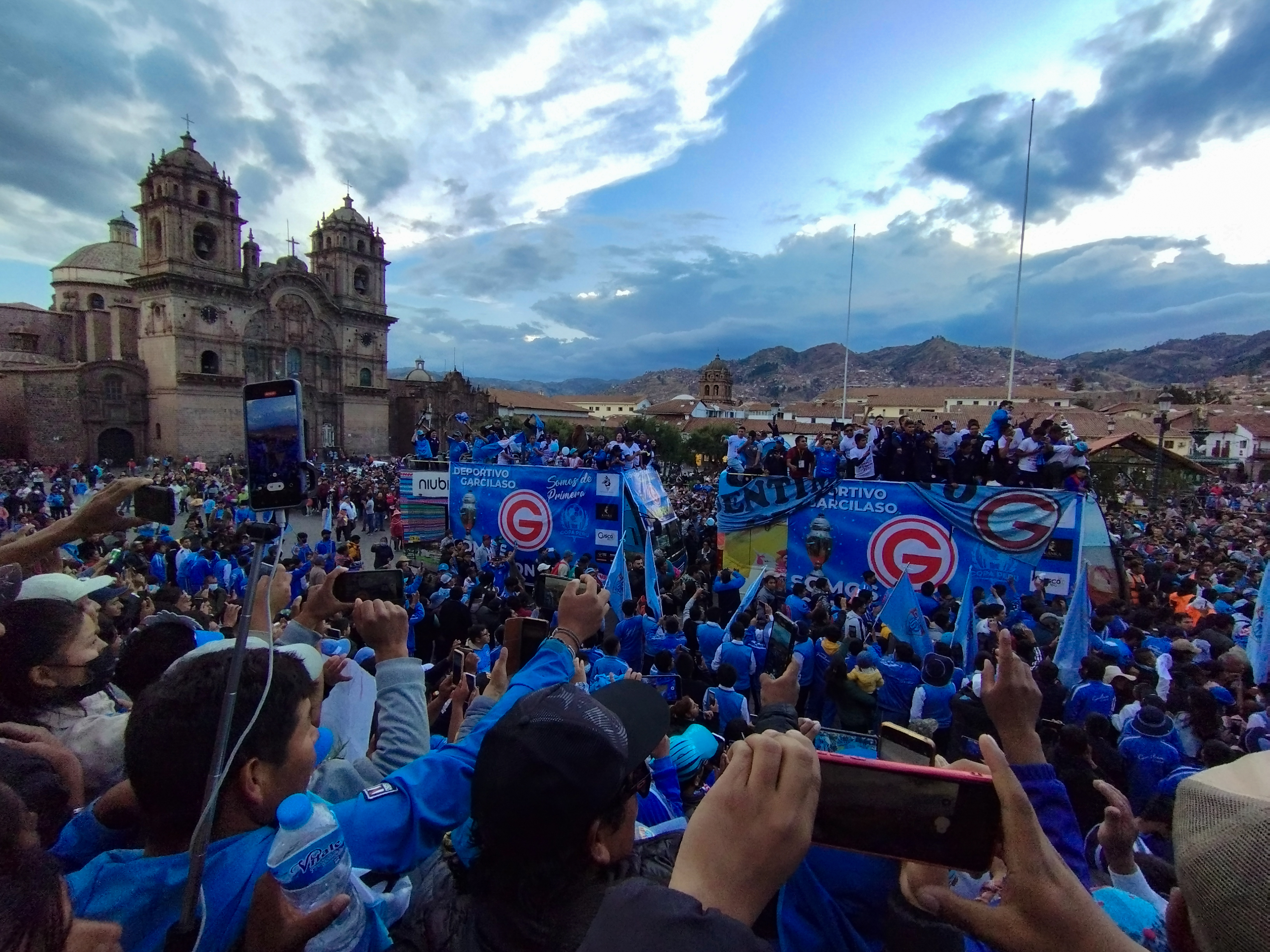
Jugadores del Deportivo Garcilaso celebrando el título junto a sus hinchas en Cuzco.

Luego de coronarse como campeón de la Liga Departamental de Cusco por quinto año consecutivo, Deportivo Garcilaso llegaba a la fase nacional con la convicción de tener un buen desempeño y conseguir el ansiado título. En la fase regular de la etapa nacional, el equipo terminó en el primer lugar de la tabla general de los 50 equipos, lo que le aseguraba cerrar de local las llaves eliminatorias. 
Superó con facilidad a Leoncio Prado en dieciseisavos de final, a Paz Soldán FBC en octavos y en cuartos tuvo una llave pareja frente a Ecosem Pasco. El encuentro de ida en Pasco lo perdió 2-0, en el partido de vuelta en Cuzco lo empezó perdiendo en el primer tiempo, pero logró darlo vuelta al obtener un 3-1 final y por estar mejor ubicado que su rival en la tabla general, logró acceder al cuadrangular final que se disputaría en Lima.
En la finalísima de la Copa Perú 2022 comenzaron empatando 0-0 contra AD Comerciantes, luego ganaron 3-0 a Defensor La Bocana, y ante Atlético Bruces golearon 5-1 y por diferencia de goles obtuvieron el primer lugar y ascendieron a la Liga 1 por primera vez en su historia.

### 2023-Act: Instancia en la Primera División

#### 2023: Debut en Primera División y clasificación a un torneo internacional
En el inicio de la temporada 2023, los cusqueños empezarían ganando por 3-0 a  Binacional debido al walkover del club puneño por conflictos con la FPF. En las fechas siguientes lograron conseguir tres victorias consecutivas contra  ADT,  Atlético Grau y  Deportivo Municipal, sin embargo entraron en un bajón futbolístico en el que llegaron a estar nueve partidos seguidos sin conocer la victoria, por lo que Roberto Tristán tuvo que dejar el cargo y llegó un técnico con experiencia en el futbol ecuatoriano como Jorge Célico y el equipo logró volver al triunfo con una victoria 4-2 en Arequipa frente a  FBC Melgar. Terminaron el Apertura con 25 puntos por lo que el primer objetivo de lograr la permanencia cambió y se buscó tentar una copa internacional mediante el Clausura. 
Empezaron la segunda mitad del año con un triunfo en  Trujillo 1-0 frente a  Carlos A. Mannucci y el equipo entró en una regularidad en la que se destaca un empate 1-1 con  Universitario en el estadio  Monumental, cortando una racha de victorias de local del cuadro crema. Finalmente, el 22 de octubre de 2023 tras ganar a  Unión Comercio 2-1 en Tarapoto, aseguraron su pase a la Copa Sudamericana 2024 y con eso jugarán su primer torneo internacional.

#### 2024: Temporada irregular en el torneo local y participación en  la Sudamericana
Los cusqueños afrontaban su segunda temporada en la Liga 1 con mucha expectativa, sin embargo, iniciaron el torneo con cuatro derrotas consecutivas y sin marcar goles, lo que provocó que Gerardo Ameli deje el cargo y asuma Bernardo Redín, técnico con el que obtuvieron su primera victoria frente a César Vallejo y la clasificación a fase de grupos de la Sudamericana 2024 al vencer en penales a ADT en Cusco, sin embargo, el equipó volvió entrar en la irregularidad y llegó a finalizar el Torneo Apertura con apenas 14 puntos, salvándose del descenso por diferencia de goles. La mala campaña provocó la salida del técnico colombiano Bernardo Redín y se produjo la llegada del argentino Guillermo Duró.
El equipo inició el Torneo Clausura con un triunfo ante UTC  en Cusco y en los siguientes partidos mostró mejorías en el aspecto colectivo e individual, destacando figuras como la de Adrián Ugarriza, Miguel Vargas, Juan Lojas y Carlo Diez. Se resalta el triunfo en el Clásico Cusqueño por 1-0 frente a Cienciano. Finalmente el equipo llegó a los 23 puntos en el Torneo Clausura, llegando así a las 37 unidades en la tabla acumulada y logrando salvar el descenso, con el que convivieron de cerca durante gran parte de la temporada.

## Uniforme
- Uniforme titular: Camiseta celeste, pantalón celeste, medias celestes.
- Uniforme alterno: Camiseta blanca, pantalón blanco, medias blancas. Con vivos celestes.
- Uniforme alternativo: Camiseta  celeste, pantalón azul marino, medias azul marinas. Con vivos blancos.

### Evolución del uniforme
El uniforme tradicional que el Deportivo Garcilaso utiliza es una camiseta celeste, el pantalón y las medias son celestes. Su camiseta alterna suele variar entre todo el uniforme de color blanco o camiseta celeste, pantalón y medias azul marino.

#### Titular
| 2019 - 2020 | 2021 | 2022 | 2022 | 2023 | 2023 | 2024 | 2025 | 2025 |

#### Alternativa
| 2019 | 2022 | 2023 | 2024 | 2025 |

#### Tercera
| 2023 | 2024 | 2025 |

### Indumentaria y patrocinador
| Periodo       | Proveedor     |
| ------------- | ------------- |
| 2008 - 2009   | Aries         |
| 2010 - 2011   | Urzu          |
| 2012          | Aries         |
| 2013 - 2015   | Urzu          |
| 2016          | Jogo          |
| 2017          | Aries         |
| 2018          | Jogo          |
| 2019-2020     | Jhojan Sports |
| 2021          | Sporteam      |
| 2022-2023     | Ander Sport   |
| 2024          | Walon Sport   |
| 2025-presente | Ander Sport   |

| Periodo     | Patrocinador                                                         |
| ----------- | -------------------------------------------------------------------- |
| 2000        | Pilsen Callao                                                        |
| 2010        | UCV                                                                  |
| 2011        | Bembos                                                               |
| 2012        | Aries                                                                |
| 2013        | Inca Kola                                                            |
| 2017        | Platinium Palace                                                     |
| 2018 - 2019 | Salkantay Trekking ADN PERU Llama Path                               |
| 2021 - 2022 | Azienda Verde Clínica O2 Medical Network Generade Salkantay Trekking |
| 2023        | Caja Cusco Salkantay Trekking                                        |

## Estadio

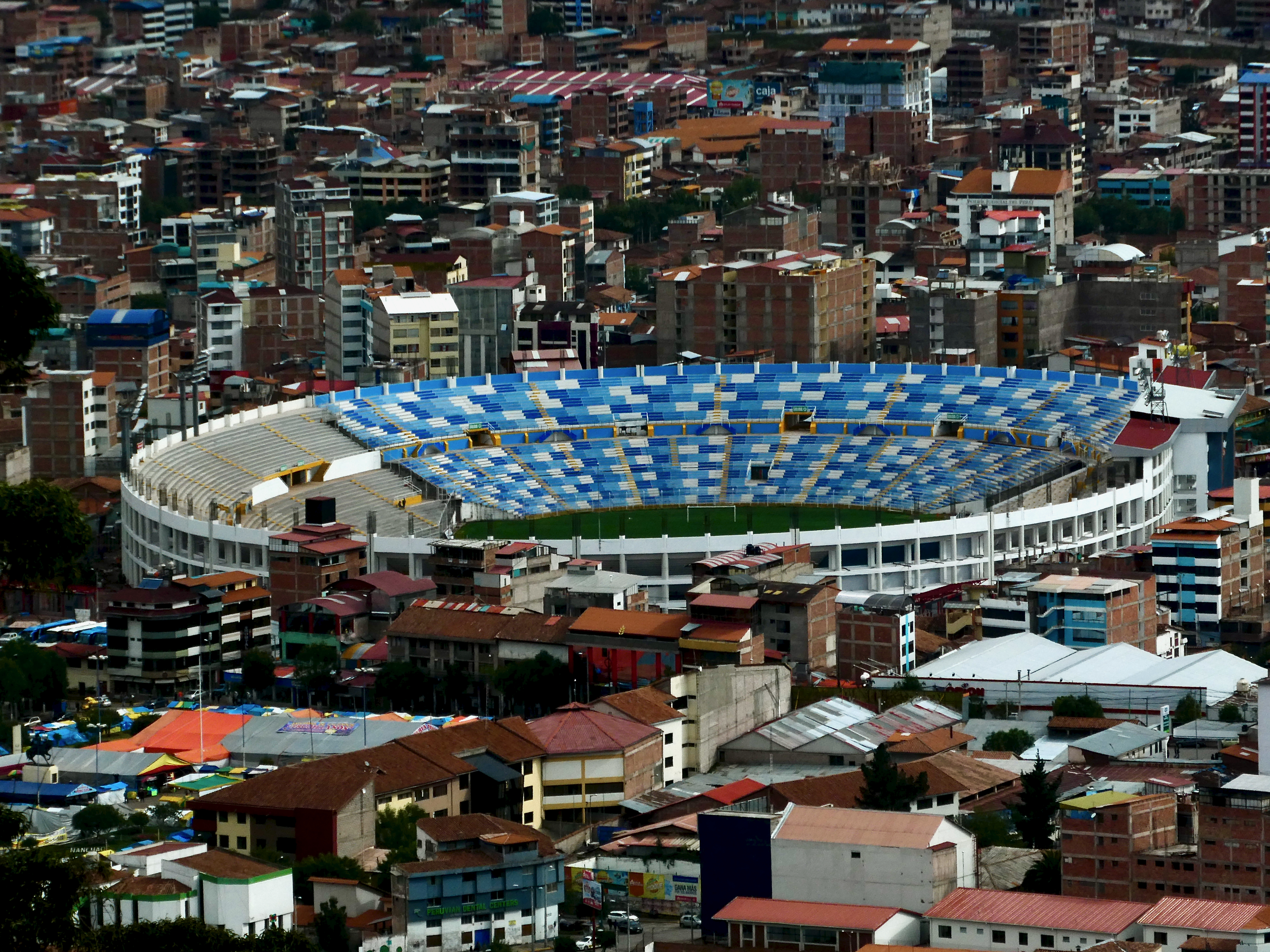
Estadio Inca Garcilaso de la Vega.

El Estadio Inca Garcilaso de la Vega es un recinto deportivo para la práctica del fútbol ubicado en la ciudad peruana del Cusco.
El estadio es propiedad del Instituto Peruano del Deporte y en él juegan sus partidos de local los clubes Cienciano, Cusco FC y el Deportivo Garcilaso por la Primera División del Perú.
Fue inaugurado en 1950 y tuvo un aforo para 22.000 espectadores, sin embargo, con ocasión de la realización de la Copa América 2004 en el Perú, el estadio fue ampliado a su capacidad actual de 45.000 espectadores.

## Rivalidad

### Clásico Cusqueño
El club tiene como su eterno rival al Cienciano con quien disputa el Clásico Cusqueño. Ambos dividen la mayor parte de preferencias entre la población cusqueña, al ser los 2 clubes más antiguos y representativos en la ciudad.

## Datos del club
- Fundación: 13 de abril de 1957.
- Temporadas en Primera División: 3 (2023-presente).
- Mejor puesto en Primera División: 7.º (2023)
- Peor puesto en Primera División: 12.º (2024)
- Mayor goleada conseguida
  - En campeonatos nacionales de local: Deportivo Garcilaso 4:0 Sport Boys (29 de marzo de 2025).[14]
  - En campeonatos nacionales de visita: Binacional 1:5 Deportivo Garcilaso (9 de julio de 2023).[15]
  - En campeonatos internacionales de local: Deportivo Garcilaso 3:2  Metropolitanos (4 de abril de 2024).[16]
  - En campeonatos internacionales de visita:  Cuiabá 1:1 Deportivo Garcilaso (15 de mayo de 2024).[17]
- Mayor goleada recibida:
  - En campeonatos nacionales de local: Deportivo Garcilaso 0:3 Cienciano (24 de septiembre de 2023).[18]
  - En campeonatos nacionales de visita: Sporting Cristal 3:0 Deportivo Garcilaso (13 de agosto de 2023).[19]
  - En campeonatos internacionales de local: Deportivo Garcilaso 0:2  Lanús (9 de mayo de 2024).[20]
  - En campeonatos internacionales de visita:  Lanús 2:1 Deportivo Garcilaso (11 de abril de 2024).[21]

## Participaciones internacionales
| Torneo                | Ediciones |
| --------------------- | --------- |
| Copa Sudamericana (1) | 2024.     |

### Por competición
| Torneo            | Temp. | PJ | PG | PE | PP | GF | GC | Dif. | Pts. | Mejor desempeño |
| ----------------- | ----- | -- | -- | -- | -- | -- | -- | ---- | ---- | --------------- |
| Copa Sudamericana | 1     | 7  | 1  | 4  | 2  | 7  | 9  | -2   | 7    | Fase de grupos  |
| Total             | 1     | 7  | 1  | 4  | 2  | 7  | 9  | -2   | 7    | —               |

## Presidentes
Presidentes del club en los últimos años:
| Nombre                  | Periodo         |
| ----------------------- | --------------- |
| Elvis Candia            | 2005-2006       |
| Danilo Villavicencio    | 2007            |
| Elvis Candia            | 2008-2010       |
| Mario Yépez             | 2011            |
| Manuel del Carpio       | 2011            |
| Edgar Echegaray         | 2012            |
| Evert Salas             | 2013            |
| Marco Baca              | 2014            |
| Carlos Turpo Valles     | 2015            |
| Hugo Macedo             | 2016            |
| Arturo Licona           | 2016            |
| Néstor Candia Torres    | 2017            |
| Edgar Catunta Guillén   | 2018 - 2019     |
| Braulio Gutiérrez       | 2020            |
| Pedro Auccacusi Quispe  | 2021            |
| Verioska Zúñiga         | 2022            |
| Alfredo Santos Huaranca | 2022            |
| Edgar Catunta Guillén   | 2022-actualidad |

## Jugadores

### Fichajes 2025
| Altas            | Altas         | Altas                 | Altas    |
| Jugador          | Posición      | Procedencia           | Tipo     |
| ---------------- | ------------- | --------------------- | -------- |
| Patrick Zubczuk  | Arquero       | UTC                   | Libre    |
| Juniors Barbieri | Arquero       | Carlos A. Mannucci    | Libre    |
| Miguel Ramírez   | Arquero       | Deportivo El Inca     | Libre    |
| Ignacio Gariglio | Defensa       | Delfín                | Libre    |
| Orlando Nuñez    | Defensa       | Cienciano             | Libre    |
| Xavi Moreno      | Defensa       | Deportivo Llacuabamba | Libre    |
| Yuriel Celi      | Mediocampista | Universitario         | Préstamo |
| Cristian García  | Mediocampista | CAI                   | Libre    |
| Nicolás Gómez    | Mediocampista | Ferro                 | Préstamo |
| Enmanuel Páucar  | Mediocampista | Comerciantes Unidos   | Libre    |
| Inti Garrafa     | Mediocampista | Miguel Grau           | Libre    |
| Kevin Sandoval   | Mediocampista | FBC Melgar            | Libre    |
| James Morales    | Delantero     | Cusco FC              | Libre    |
| Aldair Rodríguez | Delantero     | Cienciano             | Libre    |
| Ezequiel Naya    | Delantero     | Estudiantes           | Préstamo |

| Bajas            | Bajas         | Bajas                 | Bajas |
| Jugador          | Posición      | Destino               | Tipo  |
| ---------------- | ------------- | --------------------- | ----- |
| Diego Penny      | Arquero       | Bandera de ?          | Libre |
| Miguel Vargas    | Arquero       | Universitario         | Libre |
| Anthony Gordillo | Defensa       | Alianza Atlético      | Libre |
| Luis Caicedo     | Defensa       | Deportivo Pasto       | Libre |
| Erick Perleche   | Defensa       | Alianza Atlético      | Libre |
| Erick Gonzáles   | Mediocampista | Sport Boys            | Libre |
| Diego Ramírez    | Mediocampista | Ayacucho FC           | Libre |
| Carlo Diez       | Mediocampista | Cusco FC              | Libre |
| Andrés Chicaiza  | Mediocampista | Técnico Universitario | Libre |
| Gaspar Gentile   | Delantero     | Cienciano             | Libre |
| Mauricio Cuero   | Delantero     | Bandera de ?          | Libre |

## Entrenadores
- Antonio Carlos Vieira "Toninho" (1993)
- Benjamín Reyes (1993)
- José Elguera (1994)
- Miguel Ángel Guzmán (1996-1998)
- Héctor Berrío Vega (2000)
- José Ramírez Cubas (2001)
- Marco Echegaray (2003)
- Rafael Abelardo Castañeda Castañeda (2004)
- Rolando Echegaray (2007)
- Jorge Machuca (2009)
- Moisés Barack (2009)
- Jorge Machuca (2010)
- Frank Palomino (2010)
- Héctor Berrío Vega (2011)
- Oseias Messias de Souza (2012-2013)
- José Carlos Amaral (2014)
- Johan Rubio (2015)
- Edson Ojeda (2016)
- Oseias Messias de Souza (2016)
- Berly Cornejo (2016)
- Javier Arce (2017)
- Germán Carty (2017)
- Erick Torres (2018)
- Juan Carlos Bazalar (2019)
- Mario Flores (2019)
- Luis Flores Villena (2019)
- Mario Flores (2020-2021)
- Duilio Cisneros (2021)
- Edgar Echegaray Vásquez (2022)
- César Ccahuantico (2022)
- Roberto Tristán (2022-2023). Campeón Copa Perú 2022
- Alberto Peña (Interino) (2023)
- Jorge Célico (2023)
- Gerardo Ameli (2024)
- Bernardo Redín (2024)
- Guillermo Duró (2024-actualidad)

## Palmarés

### Torneos nacionales
| Competición nacional | Títulos | Subcampeonatos |
| -------------------- | ------- | -------------- |
| Copa Perú (1/0)      | 2022.   |                |

### Torneos regionales
| Competición regional                                | Títulos | Subcampeonatos          |
| --------------------------------------------------- | --- | ----------------------- |
| Etapa Regional - Región Sureste, X, VII, VIII (7/3) | 1970, 1979, 1993, 1994, 2000, 2003, 2007. | 1969, 1998, 2001.       |
| Liga Departamental de Cusco (22/3)                  | 1968, 1969, 1974, 1975, 1979, 1980, 1981, 1990, 1991, 1996, 1998, 2000, 2001, 2003, 2005, 2007, 2008, 2016, 2017, 2018, 2019, 2022. (Récord) | 2004, 2009, 2015.       |
| Liga Provincial de Cusco (16/4)                     | 1968, 1969, 1974, 1975, 1978, 2003, 2007, 2008, 2009, 2011, 2012, 2014, 2016, 2018, 2019, 2022. (Récord)                                     | 2002, 2010, 2013, 2015. |
| Liga Distrital de Cusco (20/4)                      | 1963, 1968, 1969, 1974, 1975, 1979, 1991, 1993, 1996, 1998, 2000, 2003, 2004, 2005, 2008, 2009, 2011, 2012, 2014, 2018.                      | 2010, 2013, 2015, 2022. |